# A Skeletal Domain
A Skeletal Domain (Un dominio esquelético) es el decimotercer álbum de la larga duración de la banda Cannibal Corpse publicado el 16 de septiembre de 2014, lanzado por la compañía discográfica Metal Blade Records, Nuevamente con una controvertida imagen de portada que representa a un dominio de muchos esqueletos en un lugar con aspecto de calaveras y huesos. Además, con las violentas letras que disponen las 12 canciones.

## Trabajo
El bajista Alex Webster dijo:

"Creo que está resultando ser una especie de álbum con un sonido oscuro. ¿Qué, ya sabes, es un álbum de death metal?, por lo que, por supuesto, debe ser un poco oscuro y un sonido misterioso de todos modos, pero creo esta vez un poco más de lo normal. Eso era una especie de la dirección en la composición".

El nuevo disco de Cannibal Corpse se ha anunciado sin querer todo a través de Internet completa con obras de arte y una fecha de lanzamiento se rumorea de septiembre. El informe inicial para la eventual liberación del álbum vino de El PRP, quien atribuyó la información a "un producto adelantado lista" en un sitio no especificado. Obras de arte y por debajo listado de canciones del álbum también viene de la fuente no atribuidos. 
La banda pasó la mayor parte de 2014 hasta el momento de grabar el disco con el legendario productor Mark Lewis (El Black Dahlia Murder, DevilDriver) en Audiohammer Studios.

## Lista de canciones
| N.º | Título                         | Duración |  |
| 1.  | «High Velocity Impact Spatter» | 4:06     |  |
| 2.  | «Sadistic Embodiment»          | 3:17     |  |
| 3.  | «Kill or Become»               | 3:50     |  |
| 4.  | «A Skeletal Domain»            | 3:38     |  |
| 5.  | «Headlong into Carnage»        | 3:01     |  |
| 6.  | «The Murderer's Pact»          | 5:05     |  |
| 7.  | «Funeral Cremation»            | 3:41     |  |
| 8.  | «Icepick Lobotomy»             | 3:16     |  |
| 9.  | «Vector of Cruelty»            | 3:25     |  |
| 10. | «Bloodstained Cement»          | 3:41     |  |
| 11. | «Asphyxiate to Resuscitate»    | 3:47     |  |
| 12. | «Hollowed Bodies»              | 3:05     |  |

## Videos musicales
Hay una edición de la canción "Kill or Become", lanzado el 24 de septiembre del mismo año, que muestra en primer plano a una plaga de zombis y hombre asesinándolos con una Motosierra

## Miembros
Cannibal Corpse
- George "Corpsegrinder" Fisher – Vocalista
- Pat O'Brien – Guitarra
- Rob Barrett – Guitarra
- Alex Webster – Bajo
- Paul Mazurkiewicz – Baterista